# 낙민초등학교 (경기)
낙민초등학교는 대한민국 경기도 고양시 일산동구에 위치한 공립 초등학교이다.

## 학교 연혁
- 1993년 4월 1일 개교
- 2009년 7월 15일 체육관(샛별마루)개관

## 참고 자료
- 낙민초등학교 - 한국교육학술정보원 학교알리미